# Тізек
Тізе́к (рос. Тизек) — селище у складі Родинського району Алтайського краю, Росія. Входить до складу Роздольненської сільської ради.

## Населення
Населення — 128 осіб (2010; 249 у 2002).
Національний склад (станом на 2002 рік):
- росіяни — 87 %